# Parti populaire (Serbie)
Pour les articles homonymes, voir Parti populaire.
Le Parti populaire (en serbe cyrillique : Народна партија ; en serbe latin : Narodna partija ; en abrégé : NP) était un parti politique serbe. Fondé en 2008 par l'ancien maire de Novi Sad et ancienne personnalité du Parti radical serbe (SRS) Maja Gojković, il a rejoint le Parti progressiste serbe (SNS) en décembre 2012.

## Historique

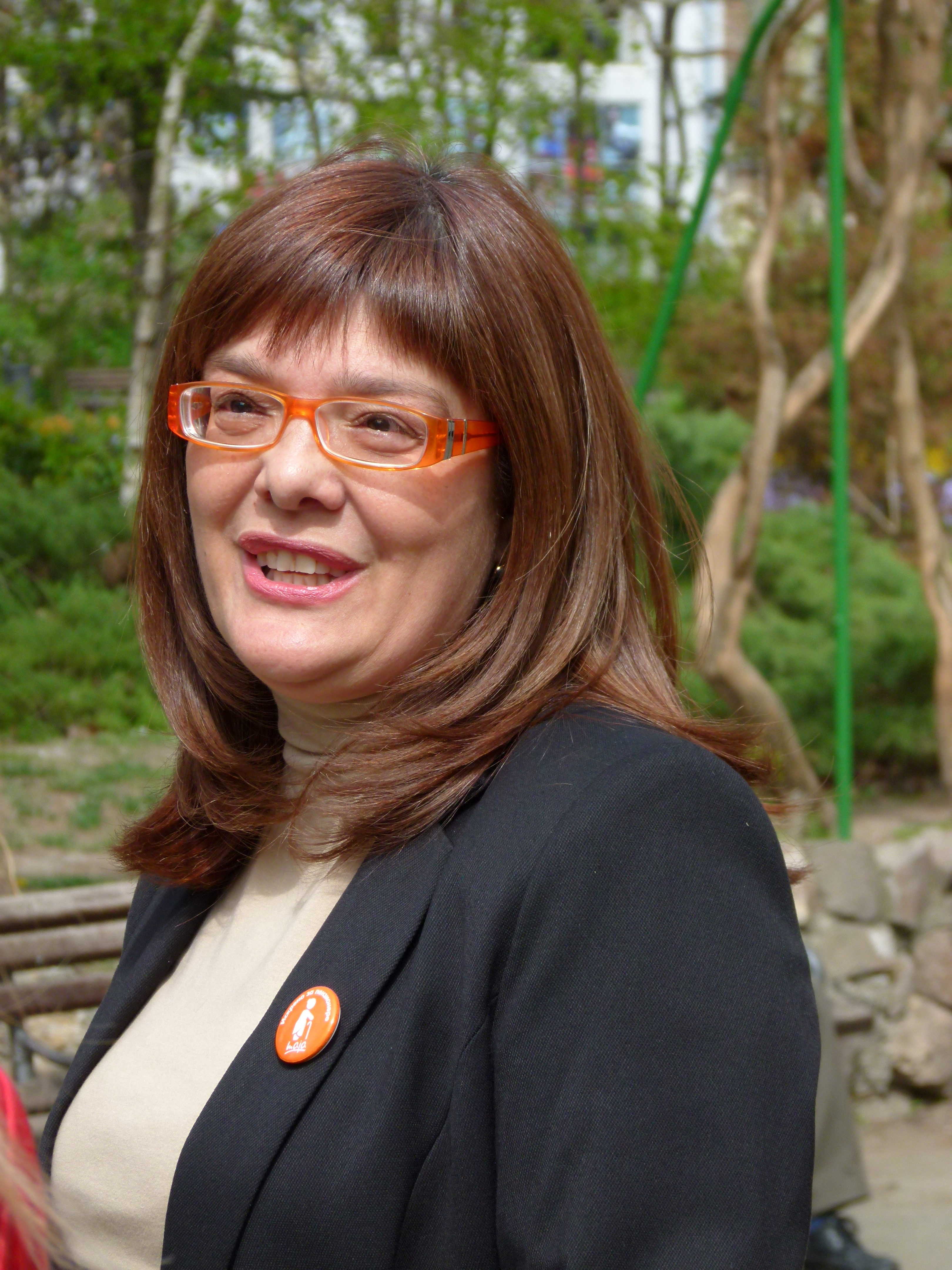
Maja Gojković

À sa création en 2008, le Parti populaire (NP) a l'intention de s'allier avec le Parti démocratique de Serbie (DSS) de Vojislav Koštunica et le parti Nouvelle Serbie (NS) de Velimir Ilić,. 
En 2010, le parti prend ses distances avec le DSS et NS et, avec plusieurs autres mouvements, contribue à fonder Régions unies de Serbie (URS), une large coalition de partis régionaux emmenée par Mlađan Dinkić ; selon un accord conclu avec Dinkić, Maja Gojković pourrait devenir ministre en cas de participation de l'URS au Gouvernement de la Serbie.
Aux élections législatives du 6 mai 2012, le Parti populaire figure sur la liste de l'URS qui recueille 5,51 % des voix, obtenant ainsi 16 sièges sur 250 à l'Assemblée nationale de la République de Serbie, ce vaut au NP 2 représentants, dont sa présidente Maja Gojković. En revanche, au second tour de l'élection présidentielle qui a lieu le 20 mai, la présidente du parti, de sa propre initiative, apporte son soutien au président sortant Boris Tadić du Parti démocratique (DS) ; le NP est alors exclu de l'URS.
Après la défaite de Tadić, le Parti populaire rejoint finalement le Parti progressiste serbe (SNS) du nouveau président Tomislav Nikolić en décembre 2012. À l'Assemblée nationale, Maja Gojković est désormais inscrite au groupe parlementaire du SNS.